# Darja Masłowa
Darja Masłowa (ur. 6 maja 1995 w Karakole) – kirgiska lekkoatletka, specjalizująca się w biegach długodystansowych.
Podwójna srebrna medalistka mistrzostw Azji juniorów w Tajpej (2014). W tym samym roku zajęła 14. miejsce na dystansie 3000 metrów oraz była dziesiąta w biegu na 5000 metrów podczas światowych mistrzostw juniorów w Eugene. W 2015 zdobyła brązowy medal mistrzostw Azji oraz stanęła na najniższym stopniu podium uniwersjady w Gwangju. W 2016 zajęła 19. miejsce w biegu na 10 000 metrów podczas igrzysk olimpijskich w Rio de Janeiro. Podczas Igrzysk solidarności islamskiej w Baku w biegu na 5000 metrów zdobyła brązowy medal oraz ustanowiła nowy rekord Kirgistanu. W tej samej konkurencji oraz w biegu na dystansie dwukrotnie dłuższym wywalczyła złoto, podczas mistrzostw Azji w Bhubaneswar (2017). Złota medalistka z Uniwersjady w 2017 roku w konkurencji bieg na 10 000 metrów.

## Osiągnięcia
| Rok  | Impreza                          | Miejsce        | Konkurencja           | Pozycja     | Wynik    |
| ---- | -------------------------------- | -------------- | --------------------- | ----------- | -------- |
| 2014 | Mistrzostwa Azji juniorów        | Tajpej         | bieg na 3000 metrów   | 1. miejsce  | 9:16,23  |
| 2014 | Mistrzostwa Azji juniorów        | Tajpej         | bieg na 5000 metrów   | 1. miejsce  | 16:18,35 |
| 2014 | Mistrzostwa świata juniorów      | Eugene         | bieg na 3000 metrów   | 14. miejsce | 9:30,28  |
| 2014 | Mistrzostwa świata juniorów      | Eugene         | bieg na 5000 metrów   | 10. miejsce | 16:07,58 |
| 2014 | Igrzyska azjatyckie              | Inczon         | bieg na 5000 metrów   | 9. miejsce  | 15:47,17 |
| 2015 | Mistrzostwa Azji                 | Wuhan          | bieg na 5000 metrów   | 3. miejsce  | 15:42,82 |
| 2015 | Uniwersjada                      | Gwangju        | bieg na 5000 metrów   | 3. miejsce  | 16:04,09 |
| 2016 | Igrzyska olimpijskie             | Rio de Janeiro | bieg na 10 000 metrów | 19. miejsce | 31:36,90 |
| 2017 | Igrzyska solidarności islamskiej | Baku           | bieg na 5000 metrów   | 3. miejsce  | 15:00,42 |
| 2017 | Mistrzostwa Azji                 | Bhubaneswar    | bieg na 5000 metrów   | 1. miejsce  | 15:57,95 |
| 2017 | Mistrzostwa Azji                 | Bhubaneswar    | bieg na 10 000 metrów | 1. miejsce  | 32:21,21 |
| 2017 | Mistrzostwa świata               | Londyn         | bieg na 10 000 metrów | 17. miejsce | 31:57,23 |
| 2017 | Uniwersjada                      | Tajpej         | bieg na 10 000 metrów | 1. miejsce  | 33:19,27 |
| 2018 | Igrzyska azjatyckie              | Dżakarta       | bieg na 10 000 metrów | 1. miejsce  | 32:07,23 |
| 2018 | Igrzyska azjatyckie              | Dżakarta       | bieg na 5000 metrów   | 2. miejsce  | 15:30,57 |
| 2021 | Igrzyska olimpijskie             | Tokio          | maraton               | 36. miejsce | 2:35:35  |

## Rekordy życiowe
- Bieg na 3000 metrów (stadion) – 9:16,23 (2014)
- Bieg na 3000 metrów (hala) – 9:25,7h (2018) rekord Kirgistanu
- Bieg na 5000 metrów – 15:00,42 (2017) rekord Kirgistanu[3]
- Bieg na 10 000 metrów – 31:36,90 (2016) rekord Kirgistanu[2]
- Półmaraton – 1:11:06 (2017)
- Maraton – 2:28:19 (2019)

## Życie prywatne
Wzięła czynny udział w wyborach parlamentarnych w 2020. Wystartowała z listy partii Mekenim Kyrgyzstan z 56 pozycji.